# Левент
Левент (тур. Levent) — діловий район Стамбула (Туреччина), розташований в європейській частині міста. Входить до складу муніципального округу Бешикташ, який знаходиться на північ від затоки Золотий Ріг, на західному березі протоки Босфор. Левент конкурує з сусіднім районом Маслак по частині проектів забудови елітними хмарочосами. У Левенті побудований найбільший у Туреччині хмарочос, 54-поверховий «Сапфір», що має у висоту 261 метрів, включаючи шпиль.

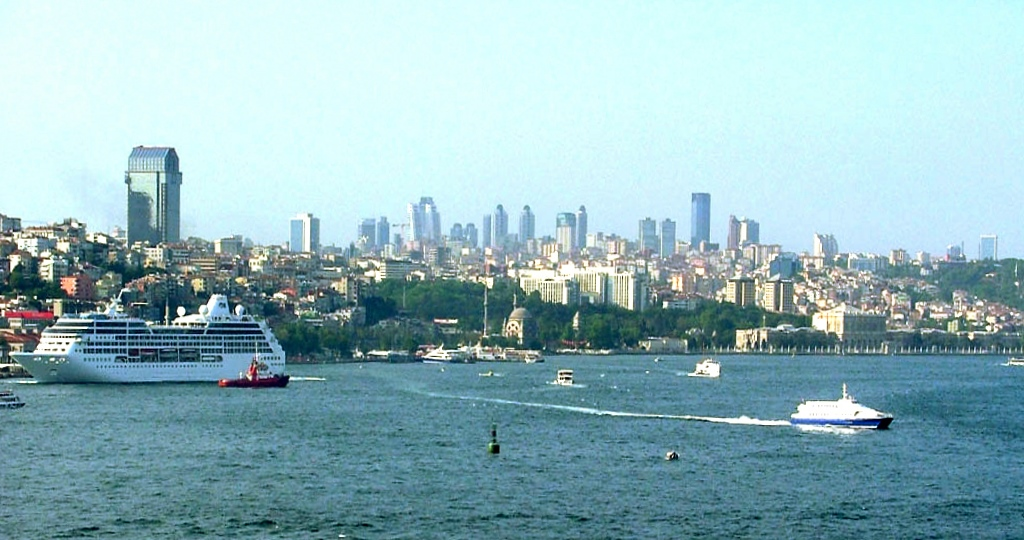
Лінія горизонт з панорамою ділового району Левент, вид з Босфору, праворуч Палац Долмабахче.

## Походження назви

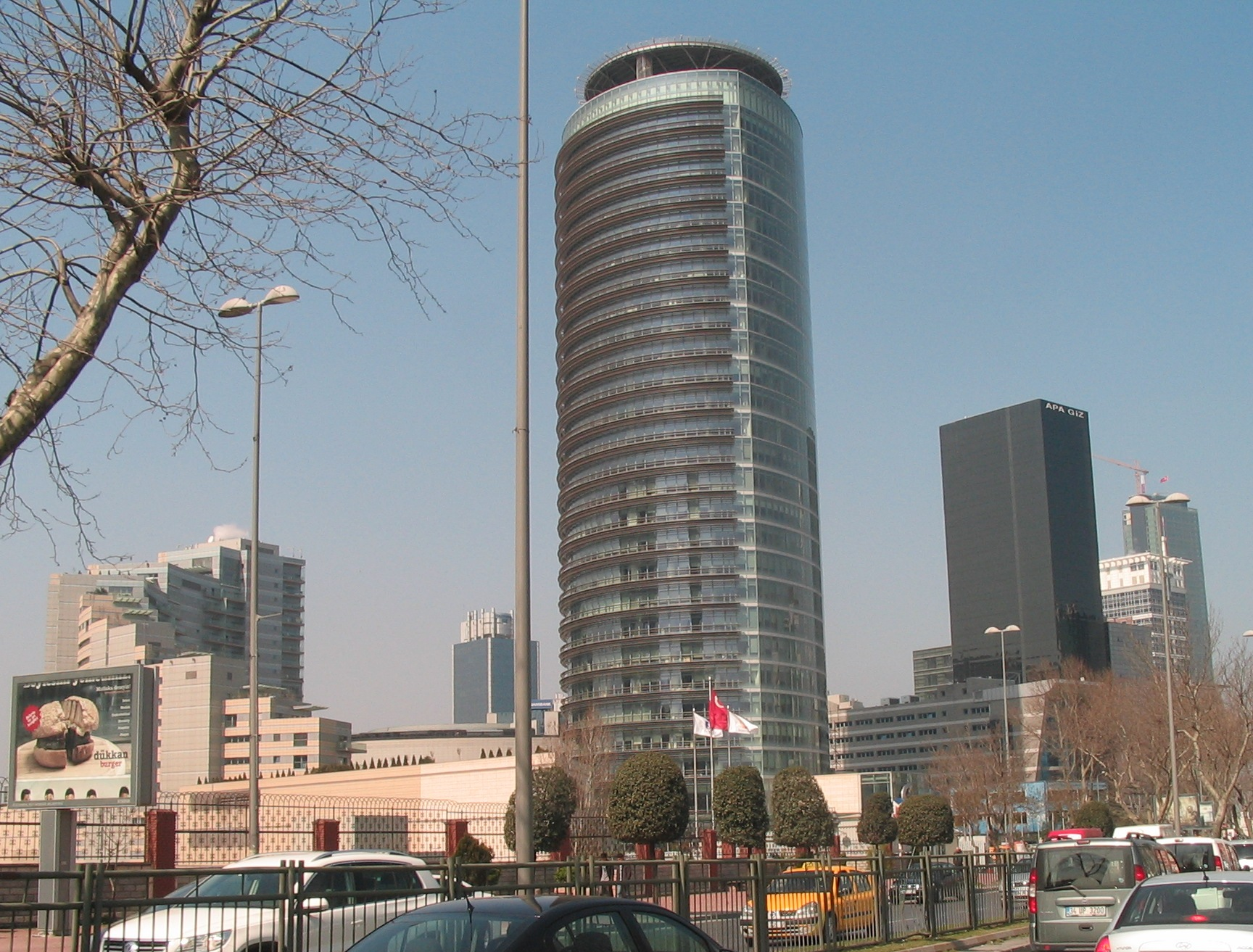
Шопінг-центр Каньйон в Левенті, на тлі хмарочоса Сапфір

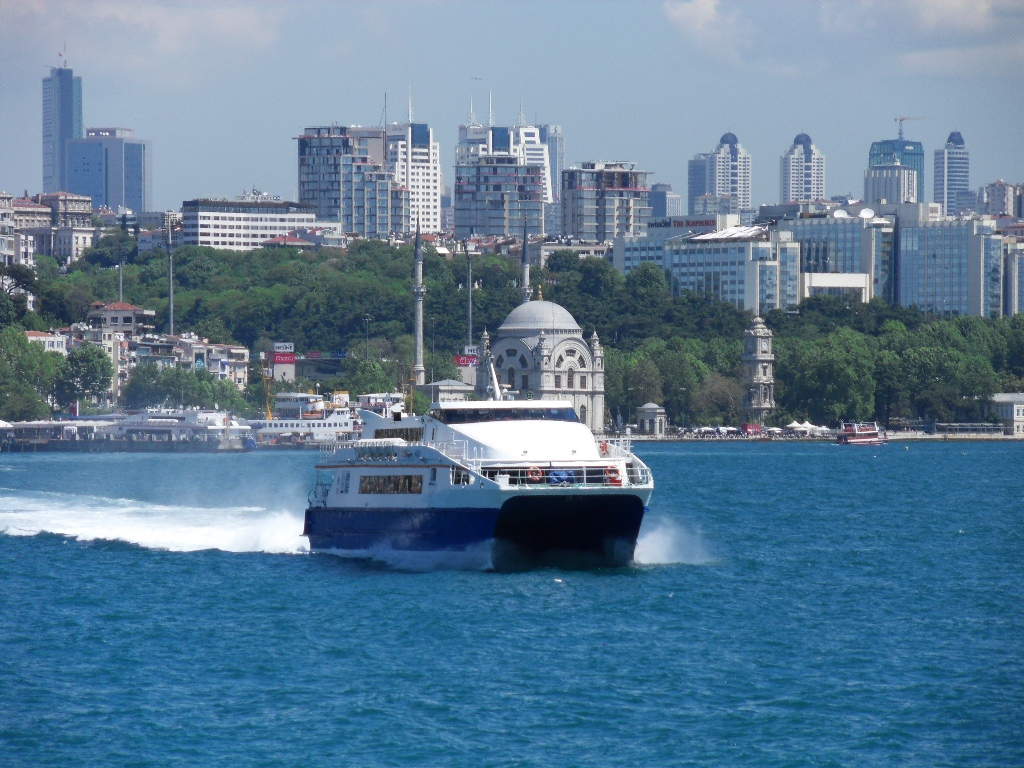
Судно Seabus в затоці Босфор, на тлі хмарочосів бізнес-району Левент на задньому плані. Хмарочос «Сапфір» — перша вежа ліворуч.

Слово «Левент» — багатозначне. Так само звучить чоловіче турецьке ім'я. Назва походить від слова Levend, що в османському флоті означало «морський солдатів», що в свою чергу походить від слова Levantino (левантийский), що означає «людина з Леванту» (Східного Середземномор'я) в італійській мові. Генуезці і венеційці, заснували в Стамбулі свої колонії, також називали турецьких моряків словом Levend. Вперше це слово в турецькому мовою було вжито в XVI столітті для позначення моряків.
У XVIII столітті це назва стала застосовуватися і до околиць, так як у XVIII—XIX століттях адмірал османського флоту, великий візир Джезаирли Газі Хасан-паша, побудував там казарми для військово-морського флоту.
Довколишній район Істиньє на європейській береговій лінії Босфору також був важливою стратегічною верф'ю і доками для обслуговування і ремонту військових кораблів османської військово-морського флоту. Арсенал Імператорського морського і Морського міністерства османського флоту були розташовані на протилежному березі затоки Золотий Ріг.

## Галерея

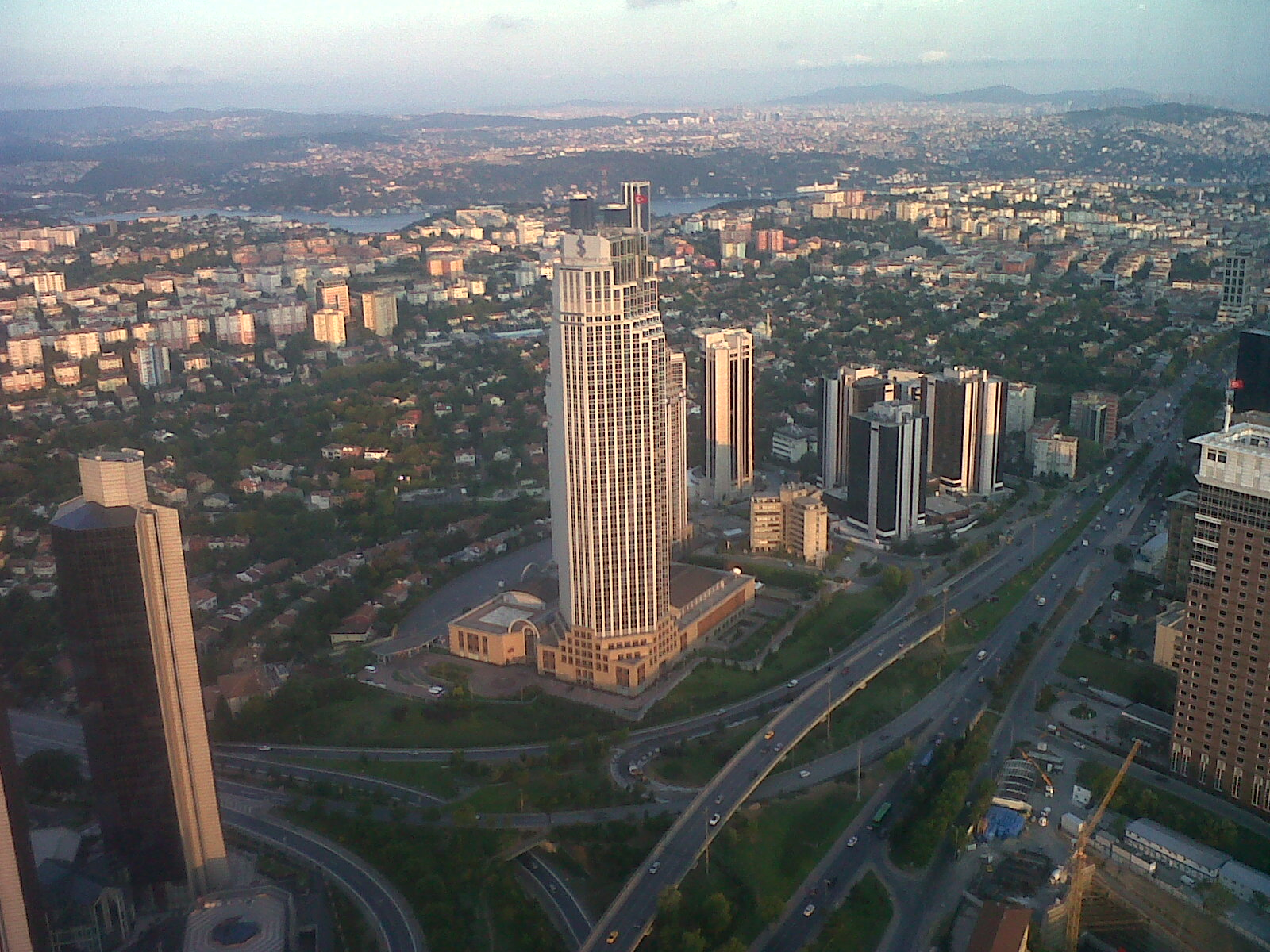
Вид на Левент з хмарочоса «Сапфір»
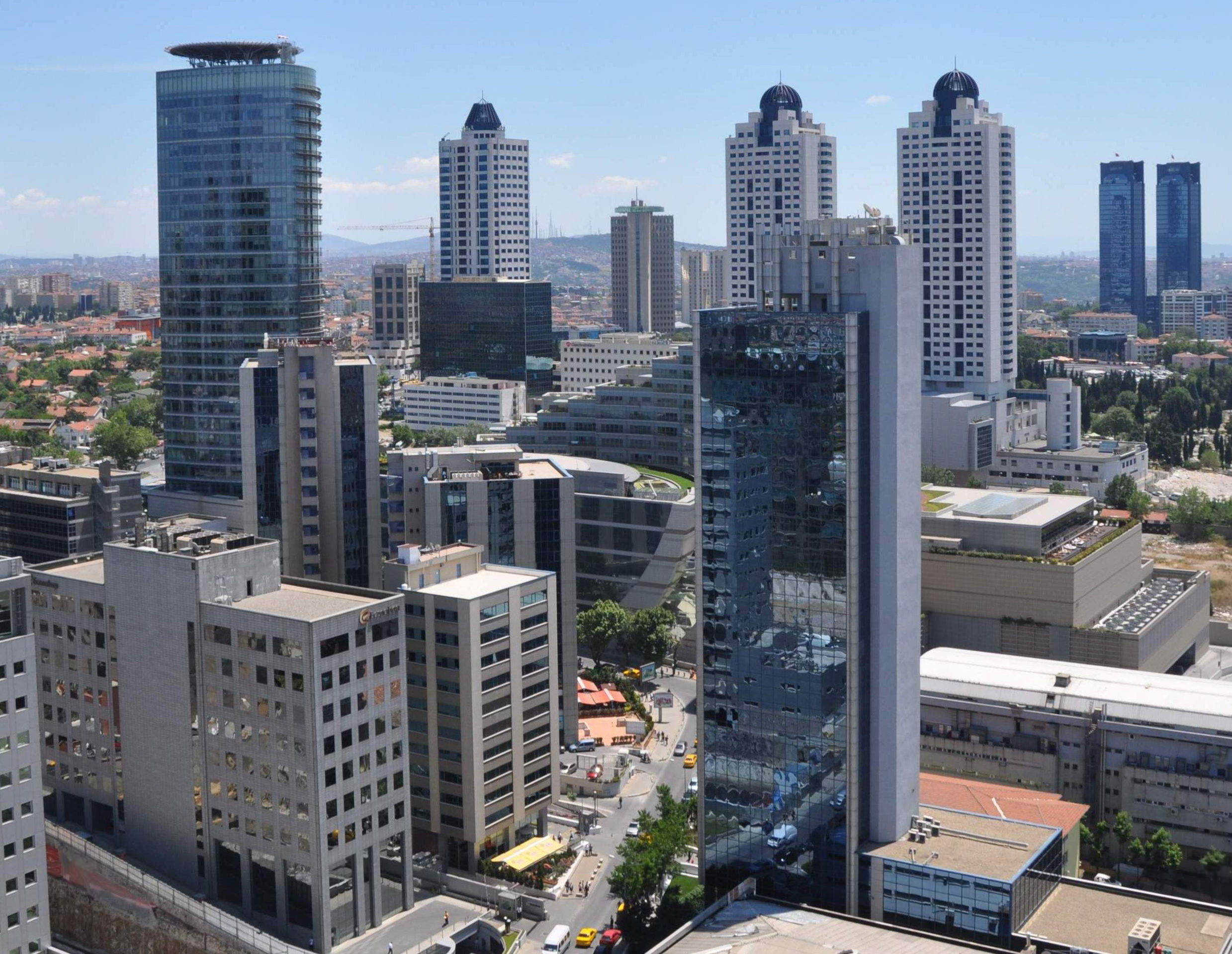
Дивлячись на Етилер і Зинджирликуйу
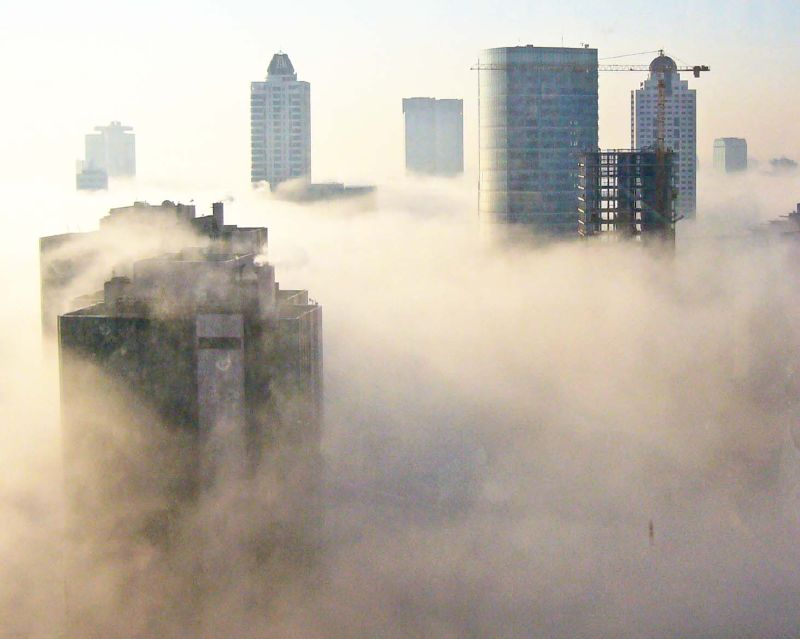
Левент в тумані
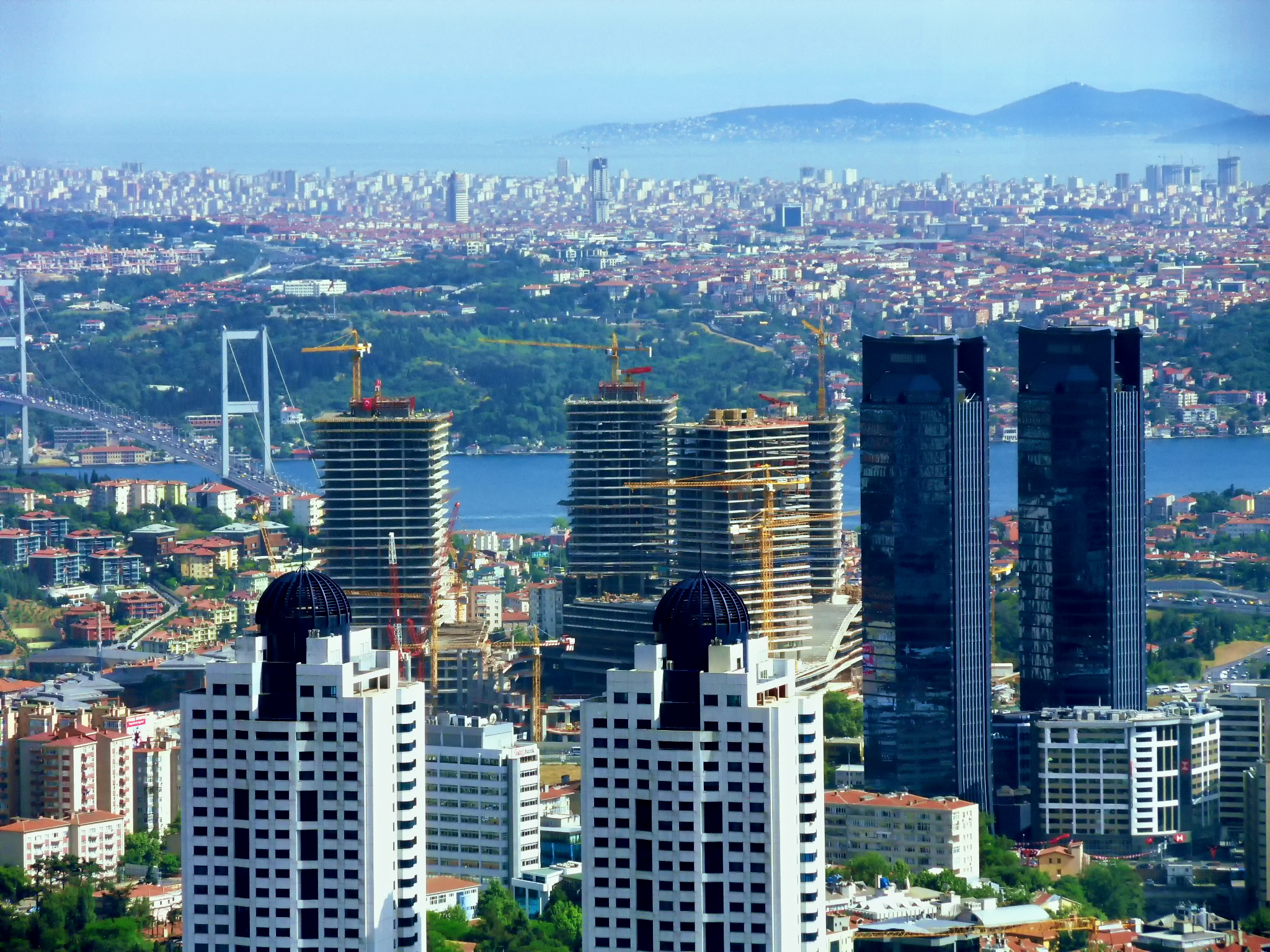
Вид на Анатолійську частину Стамбула з Левента
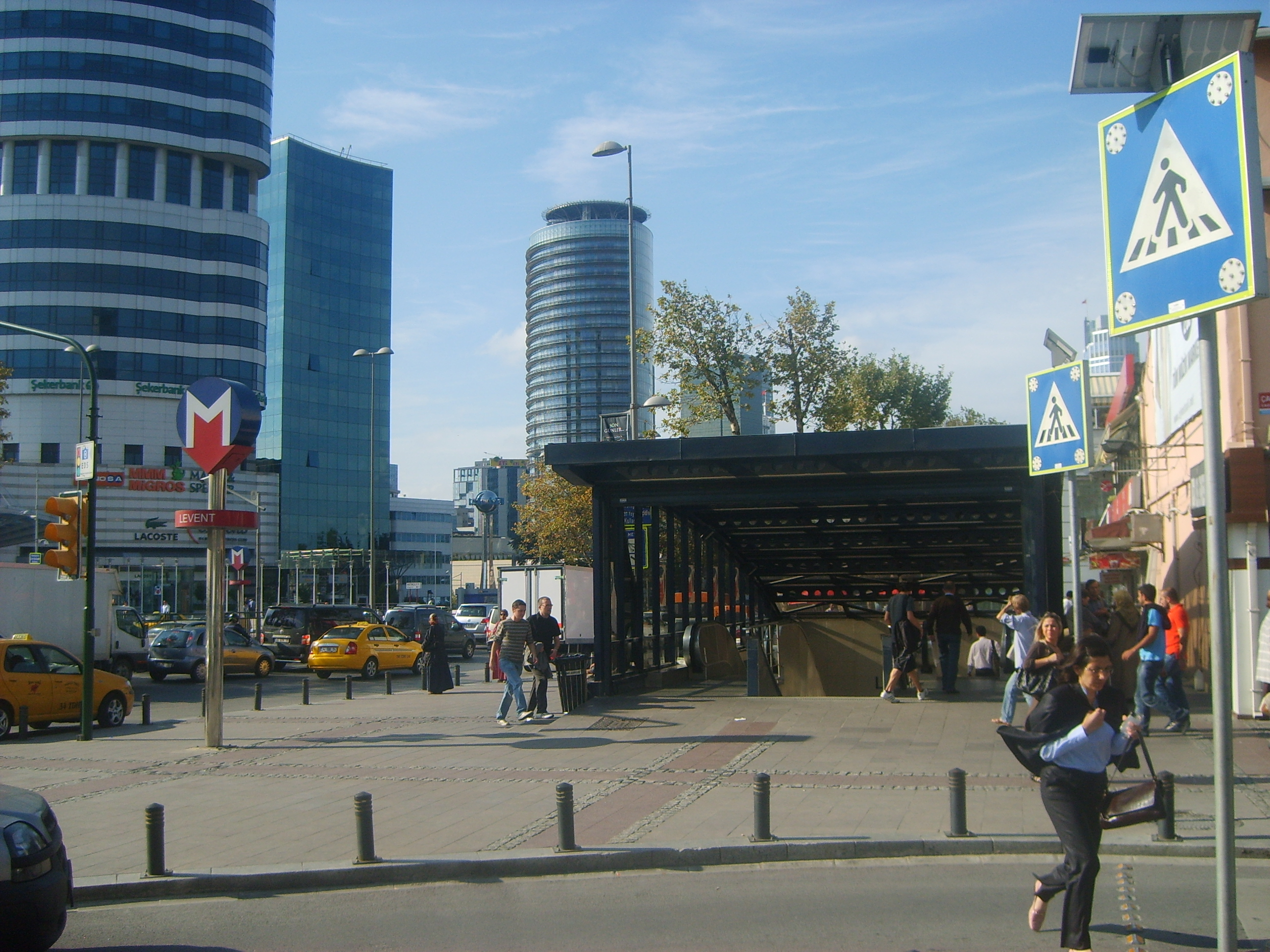
Станція "Левент" метро Стамбула
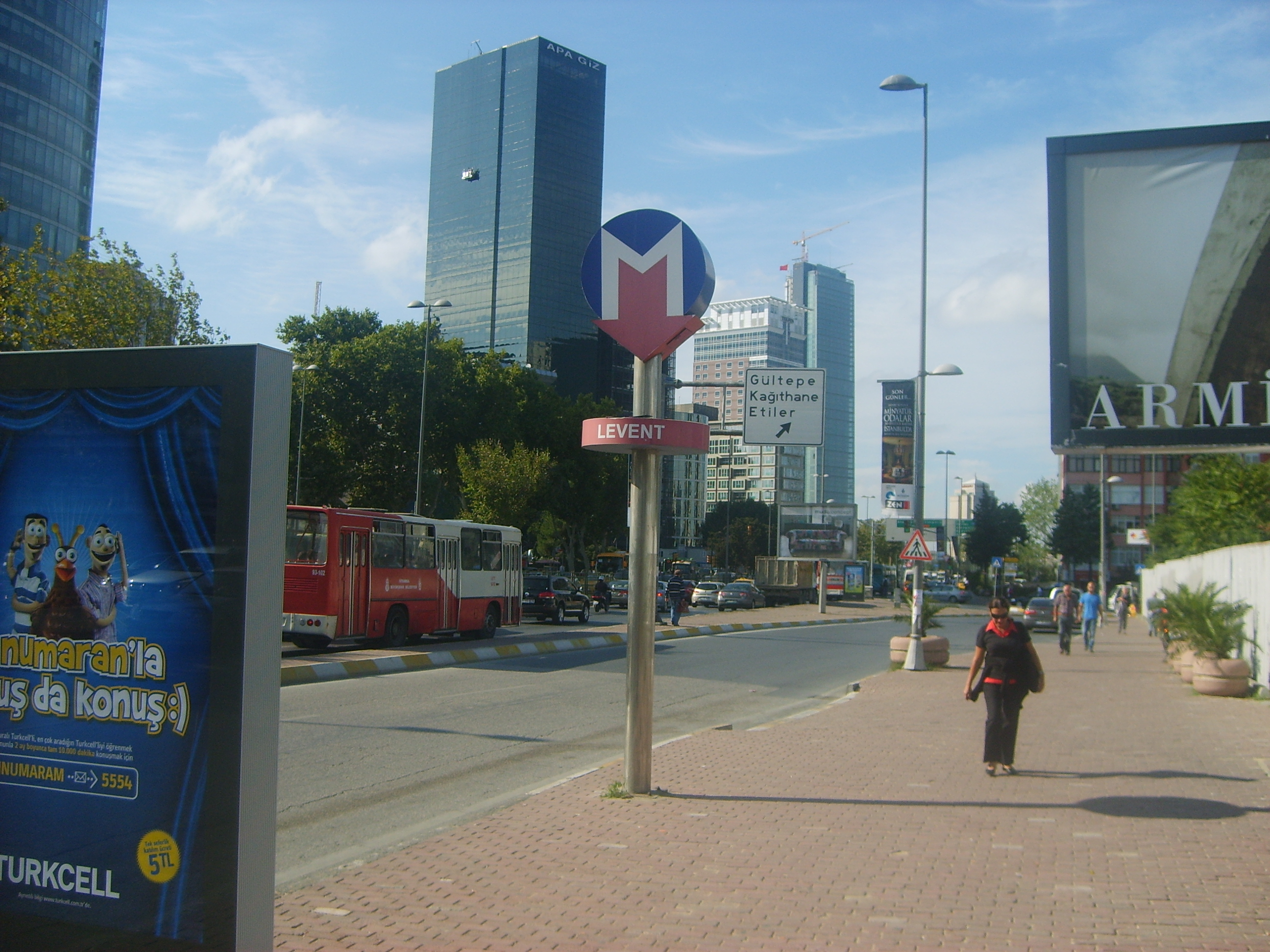
Станція "Левент" метро Стамбула
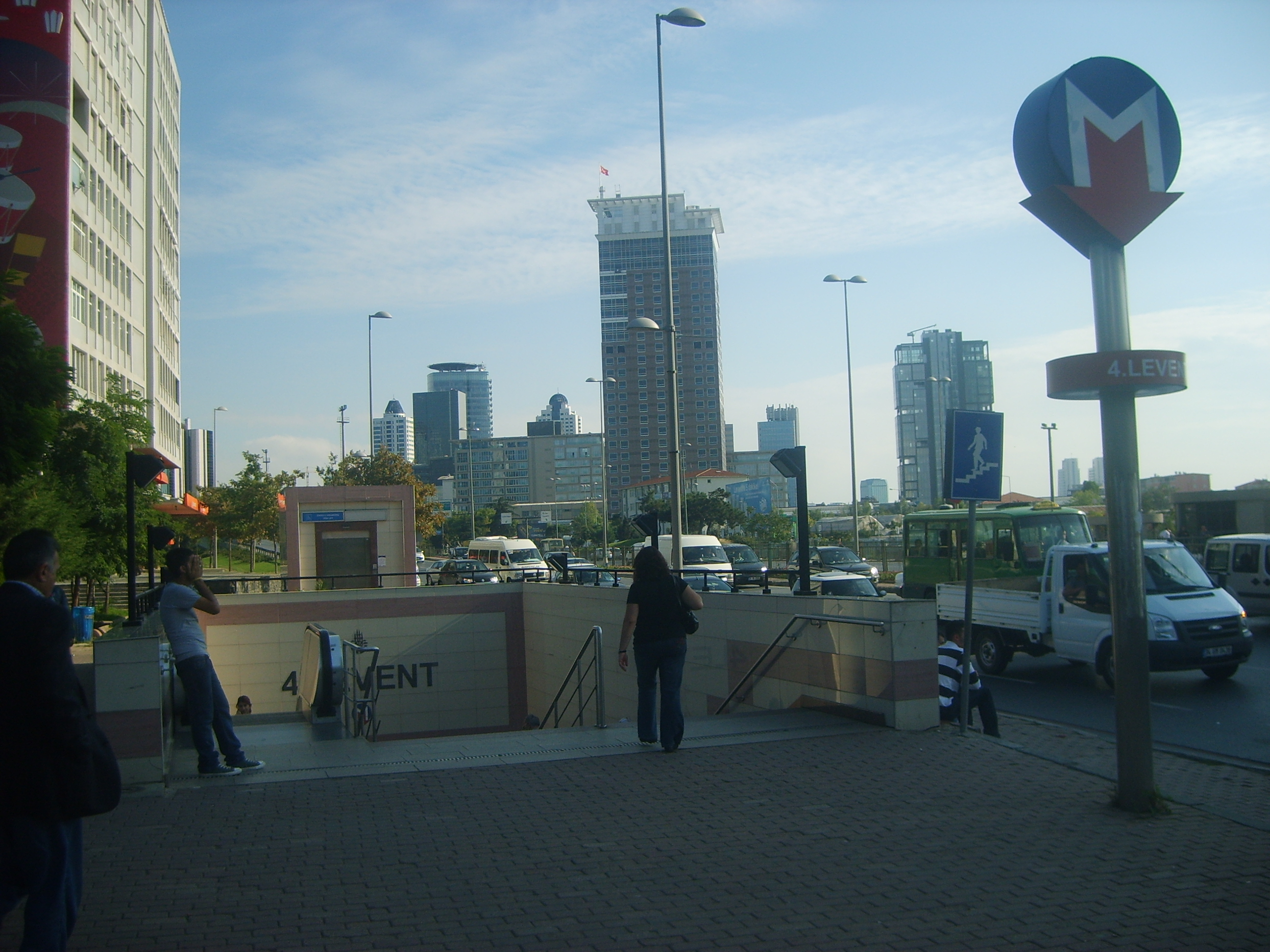
Станція "Левент" метро Стамбула
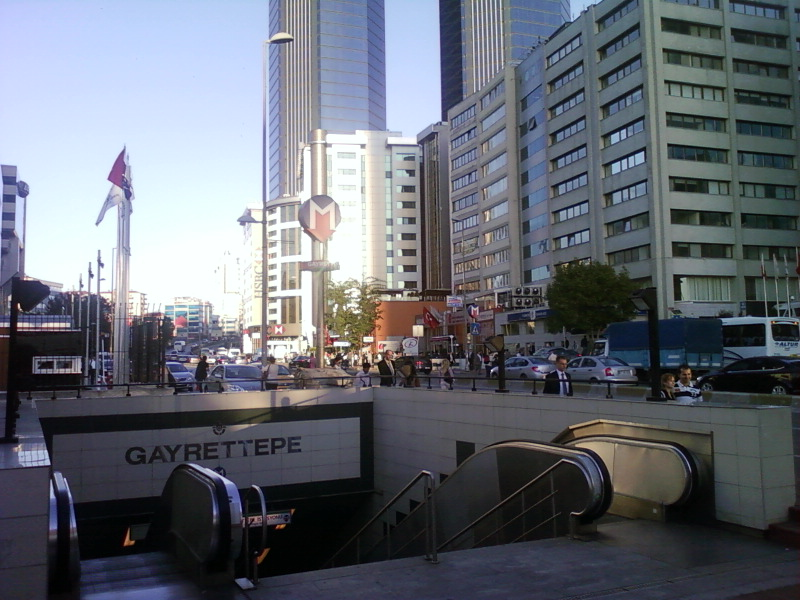
Станція "Гайреттепе" метро Стамбула